# Хрюг
Хрюг (рос. Хрюг) — село Ахтинського району, Дагестану Росії. Входить до складу муніципального утворення Сільрада Хрюзька.
Населення — 2241 (2010).

## Населення
За даними перепису населення 2002 року в селі мешкало 2058 осіб. У тому числі 985 (47,86 %) чоловіків та 1073 (52,14 %) жінки.
Переважна більшість мешканців — лезгини (100 % від усіх мешканців). У селі переважає лезгинська мова.

## Відомі особистості
В поселенні народився:
- Рамазанов Султан Курбанович (р.н. 1949) — український економіст.